# Liste des visites d'État reçues par le roi Philippe de Belgique
Après une visite officielle à Bruxelles, dans le cadre de la tournée européenne du président chinois Xi Jinping du 30 mars au 1er avril 2014, c'est à partir de 2015 que le roi Philippe reçoit des visites d'État d'autres dirigeants. Ces réceptions, ainsi que le souligne l'historien Vincent Dujardin, présentent un caractère solennel et exceptionnel, n'advenant qu'une fois par règne. La liste s'établit comme suit :

## Visites d'État reçues en Belgique
| Année | Pays       | Chef d'État              | Commentaire |
| ----- | ---------- | ------------------------ | --- |
| 2015  | Turquie    | Recep Tayyip Erdoğan     | Première visite d'État depuis le début du règne. Le président turc est reçu le 4 octobre 2015.                                    |
| 2016  | Allemagne  | Joachim Gauck            | Le président fédéral est reçu du 8 au 10 mars 2016.                                                                               |
| 2016  | Jordanie   | Abdallah II              | Le roi de Jordanie est reçu du 17 au 19 mai 2016.                                                                                 |
| 2018  | Australie  | Peter Cosgrove           | Le gouverneur général est reçu du 27 au 30 juin 2018.                                                                             |
| 2018  | France     | Emmanuel Macron          | Le président français est reçu du 19 au 20 novembre 2018.                                                                         |
| 2022  | Autriche   | Alexander Van der Bellen | Le président fédéral est reçu du 21 au 23 mars 2022, après la pandémie de Covid-19.                                               |
| 2022  | Suisse     | Ignazio Cassis           | Le président de la Confédération est reçu du 24 au 25 novembre 2022.                                                              |
| 2023  | Pays-Bas   | Willem-Alexander         | Le roi des Pays-Bas est reçu du 20 au 22 juin 2023.                                                                               |
| 2023  | Portugal   | Marcelo Rebelo de Sousa  | Le président de la République est reçu du 17 au 19 octobre 2023 selon un programme modifié en raison de la fusillade à Bruxelles. |
| 2024  | Luxembourg | Henri de Luxembourg      | Visite avec la grande-duchesse Maria Teresa. Le couple grand-ducal est reçu du 16 avril 2024 au 18 avril 2024.                    |
| 2024  | Oman       | Haïtham ben Tariq        | Le sultan d'Oman est reçu les 3 et 4 décembre 2024.                                                                               |